# MGV-176
MGV-176 je slovenska brzostrelka, ki uporablja malokalibrske naboje (5,6 mm). Znana je po visoki ciklični hitrosti (1200-1500 nab/min) in veliki kapaciteti nabojnika (161 nabojev). Kot je značilno za vse brzostrelke je namenjena boju z bližine. Razvita je bila na osnovi brzostrelke American-180.